# Fanny & Alexander
Fanny & Alexander è una compagnia teatrale italiana fondata a Ravenna nel 1992 da Chiara Lagani e Luigi de Angelis.

## Storia
Fanny & Alexander nasce a Ravenna nel 1992 da Luigi de Angelis, Chiara Lagani. Nel 1997 si aggrega stabilmente alla compagnia Marco Cavalcoli.
Il primo importante spettacolo portato in scena dalla compagnia fu Ponti in core nel 1996.
Affermatasi sulla scena teatrale italiana come gruppo di ricerca, sperimentando metodi e discipline artistiche delle più disparate, nel tempo la loro sede Ardis Hall è diventata una vera e propria bottega d'Arte, producendo e promuovendo spettacoli teatrali, concerti, produzioni video e cinematografiche, installazioni, azioni performative, mostre fotografiche, libri, convegni e seminari di studi, festival e rassegne. Il loro lavoro è spesso caratterizzato dalla fusione di linguaggi di diverse discipline nella singola opera.

## Spettacoli
- 1992 - Hevel, morte-transizione
- 1993 - Cantico dei cantici
- 1994 - Cantico dei Cantici - exposition vivante
- 1994 - Introitus
- 1995 - Il ginepro - favola cimiteriale
- 1995 - Senza Titolo
- 1995 - Ipotenusa d'amore
- 1996 - Ponti in core
- 1996 - Psalmodia
- 1996 - Con mano devota (stazione lignea)
- 1997 - 150.000.000 Sinfonia majakovskiana (in collaborazione con Teatrino Clandestino)
- 1998 - La felicità di tutti
- 1999 - Romeo e Giulietta - et ultra
- 1999 - Romeo e Giulietta
- 1999 - Sulla turchinità della fata
- 2000 - Requiem
- 2003 - Alice vietato > 18 anni
- 2006 - Heliogabalus
- 2007 - K.313
- 2007 - AMORE (2 atti)
- 2009 - +/-

### Ada Cronaca Familiare
Progetto di undici opere fra installazioni performance e concerti ispirati a Ada o ardore di Vladimir Vladimirovič Nabokov (Premio Ubu speciale 2004/5). Il progetto vede la collaborazione per video e film di Zapruder filmmakersgroup.
- 2003 - Villa Venus (Il giardino delle delizie)
- 2003 - Ardis I (Les Enfants maudits)
- 2004 - Adescamenti
- 2004 - Rebus per Ada
- 2004 - Ardis II
- 2005 - Promenada
- 2005 - Lucinda Museum
- 2005 - Vaniada
- 2005 - Aqua Marina

### O-Z
Progetto composto da spettacoli su Il meraviglioso mago di Oz di Lyman Frank Baum. 
- 2007 - HIM
- 2007 - Dorothy. Sconcerto per Oz
- 2008 - Emerald City
- 2008 - KANSAS
- 2009 - NORTH
- 2009 - Kansas Museum
- 2009 - SOUTH
- 2009 - There's no place like home
- 2009 - EAST
- 2010 - WEST (Premio Ubu 2010 Miglior attrice protagonista a Francesca Mazza)

## Pubblicazioni
- 2004 - Ada. Romanzo teatrale per enigmi in sette dimore liberamente tratto da Vladimir Nabokov, Ubulibri
- 2010 - O/Z. Atlante di un viaggio teatrale, Ubulibri

## Premi
- Premio Coppola Prati 1997,
- Premio Giuseppe Bartolucci 1997.
- Premio Ubu Speciale 2000[4],
- Premio di Produzione Riccione TTV 2002,
- Premio Lo Straniero 2002,
- Premio Speciale 36º Festival BITEF di Belgrado 2002,
- Premio Sfera Opera di Ricerca Cortopotere Anno Tre 2003,
- Premio Ubu Speciale 2005[5],
- Premio Ubu 2024 per il «Miglior spettacolo di teatro» (ex aequo): Trilogia della città di K.[6]